# بوبي باس
بوبي باس (بالإنجليزية: Bobby Bass)‏ هو ممثل أمريكي، ولد في 6 أغسطس 1936 في كاليفورنيا في الولايات المتحدة، وتوفي في 7 نوفمبر 2001 في لوس أنجلوس في الولايات المتحدة.

## وصلات خارجية
- بوبي باس على موقع IMDb (الإنجليزية)
- بوبي باس على موقع أول موفي (الإنجليزية)
- بوبي باس على موقع قاعدة بيانات الأفلام السويدية (السويدية)
- بوبي باس على موقع قاعدة بيانات الفيلم (الإنجليزية)